# Hitodama

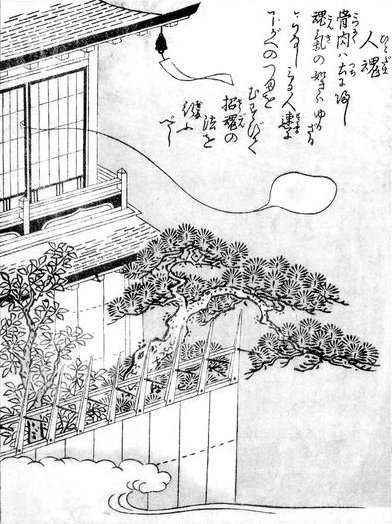
Hitodama

A hitodamák (人魂 – ’emberi lélek’) tűzgömbök, amelyek főként az éjszaka közepén lebegnek. A nevüket onnan kapták, hogy japán mondák szerint ezek „a halottak lelkei, melyek elváltak a testtől”.

## Összefoglalás
Régi irodalmi művekben található róluk említés, de a mai napig vannak, akik azt állítják, láttak hitodamát. Japánon kívül máshol is megjelentek, némelyikről fotó is készült.
A Manjósúban a következő vers található:

„Amikor egyedül vagy egy esős éjszakán, és látod a hitodama kékségét értelemszerűen bánatra asszociálnál ()”

– Manjósú (Amaszaki könyv) 16. fejezet

Sokszor összekeverik az onibivel és a kicunebivel, de mivel a hitodama az "azon lélek megtestesülése, amely elhagyta a testet és repül" ezek alapjában véve teljesen mások.
Az alakjukat, természetüket, és egyéb ismertetőjegyeiket tekintve nagyjából megegyeznek, de területtől függően lehetnek eltérések. A föld felett nem túl magasan repülnek. Színük lehet kék, narancssárga vagy piros, farkuk is van, ami lehet rövid vagy hosszú is. Néhányat nap közben is láttak.
Okinava prefektúrában a hitodamát "tamagi"-nak hívják, és Nakijinben (Okinava prefektúra) egy gyermek megszületése előtt is megjelennek, néhány területen pedig rejtélyes lángoknak mondják, amik a halálba kergetik az embereket.
Kavakamiban, Csiba prefektúrában, a hitodamát "tamasze"-nak hívják, és a mondák szerint 2-3 nappal az elhalálozás után hagyja el a testet, és templomok felé, vagy olyan emberek felé mennek, akikkel az elhunyt szoros kapcsolatokat ápolt. Emellett nagy zajokat csap a kertekben, de ezt csak azok hallják, akikkel az elhunytnak szoros kapcsolata volt. Azokat, akik nem láttak tamaszét mielőtt betöltötték a 28 éves életkort, meglátogatja egy tamasze, és azt mondogatja, hogy "találkozzunk, találkozzunk (aimasó aimasó)", ezért még ha nem is találkoztak tamaszéval, úgy tesznek, mintha már találkoztak volna vele.

## Elméletek
Egyik elmélet szerint a testből származó foszfor reakcióba lép az esővízzel esős éjszakákon, és így keletkezik a fény, a hitodama pedig az emberek tudományról való tudatlanságának eredménye.
Másik lehetőség, hogy szentjánosbogarak adják ki a fényt, amelyeknek 3 fajtája is előfordul Japánban: Luciola cruciata (源氏  ホタル, Gendzsi hotaru; jelentése "Gendzsi szentjánosbogara“), Luciola lateralis (平家 ホタル, Heike hotaru; jelentése "Heike-ből származó szentjánosbogár"),  és Colophotia praeusta. A lárváik híresek arról, hogy képesek fényt kibocsátani a testükből (Biolumineszcencia). Minden évben Tokióban megünneplik a legendás lakomát Hotarugari (蛍狩り; jelentése "szentjánosbogár fogás"). "Mesterségesen előállított hitodamát" készített 1976-ban a Mejdzsi egyetem professzora, Maszao Jamana egy kísérlet keretében metángázt használva.
Van pár hitodama, ami nem magyarázható a fent említett elméletekkel, ezért úgy gondolják, hogy több jelenség is felelős értük.

## Fordítás
Ez a szócikk részben vagy egészben az Hitodama című angol Wikipédia-szócikk ezen változatának fordításán alapul.  Az eredeti cikk szerkesztőit annak laptörténete sorolja fel. Ez a jelzés csupán a megfogalmazás eredetét és a szerzői jogokat jelzi, nem szolgál a cikkben szereplő információk forrásmegjelöléseként.